# Novi (Guiaguínskaya, Adiguesia)
Novi (del ruso: Новый) es un pueblo (posiólok) del raión de Guiaguínskaya en la república de Adiguesia de Rusia. Está situado en la confluencia del río Airium y el Ulka, 11 km al este de Guiaguínskaya y 37 km al nordeste de Maikop. Tenía 1 356 habitantes en 2010
Es el centro del municipio Airiumovskoye, al que pertenecen asimismo Krasni Jleborob, Nizhni Airium, Obraztsóvoye, Progres y Sadovi.